# Ancre Hill
Az Ancre Hill Estates vagy más néven Ancre Hill Vineyard egy családi szőlőskert és pincészet a walesi Monmouth határában. Az Ancre Hill épületében különböző rendezvényeket szerveznek, részben szállodaként működik.
A birtok tulajdonképpen két részből áll: a hat ár kiterjedésű Folly View és a három áras Town Site. A birtok központi részén áll az egykori udvarház. A birtok déli lejtésű. Ennek valamint meszes talajának köszönhetően kiválóan megfelel a szőlészet céljaira. Az első szőlőtőkéket 2006-ban ültették. 2011-ben biodinamikus mezőgazdasági módszereket vezettek be.
A birtokon élt a 19. század közepén Matilda Jones, akinek támogatásával 1868-ban megnyitotta kapuit  a helyi, úgynevezett Working Men’s Free Institute székhelye (ma 1 Monk Street).
2010-ben a birtokokon, 2009-ben termelt közepesen száraz fehér bort (angolul: Medium Dry White) a The Daily Telegraph beválasztotta az ország tíz legjobb bora közé. A 2010-es londoni nemzetközi borvásáron az Ancre Hill elnyerte a 2008 legjobb walesi regionális fehér bora címet. A legjobb angol és walesi bor kiválasztására rendezett 2010-es versenyen az Ancre Hill száraz fehér bora ezüst díjat nyert, míg a közepesen száraz fehér bort bronz medállal tüntették ki.

## Fordítás
- Ez a szócikk részben vagy egészben  az   Ancre Hill Estates című angol Wikipédia-szócikk ezen változatának fordításán alapul.  Az eredeti cikk szerkesztőit annak laptörténete sorolja fel. Ez a jelzés csupán a megfogalmazás eredetét és a szerzői jogokat jelzi, nem szolgál a cikkben szereplő információk forrásmegjelöléseként.